# إدوين ويستفال
إدوين ويستفال (بالإسبانية: Edwin Westphal)‏ هو لاعب كرة قدم غواتيمالي في مركز الهجوم، ولد في 4 مارس 1966 في بويرتو باريوس في غواتيمالا. شارك مع منتخب غواتيمالا لكرة القدم. أما مع النوادي، فقد لعب مع نادي أورورا ونادي كوميونيكيشنس.

## وصلات خارجية
- إدوين ويستفال على موقع الاتحاد الدولي (مؤرشف)  (الإنجليزية)
- إدوين ويستفال على موقع قاعدة بيانات كرة القدم.إي يو (الإنجليزية)
- إدوين ويستفال على موقع ناشيونال فوتبول تيمز (الإنجليزية)